# テンス
テンス(天須、Iniistius dea)は、ベラ科テンス属に属する魚の一種。背鰭の前2棘が長いことが特徴である。 別名はテンスダイなど（下記参照）。

## 分布
太平洋西部からインド洋東部（東インド諸島）の温暖な地域に分布。
日本近海では、南日本、特に太平洋側では東京湾以南、日本海側では島根県以南、東シナ海に分布。

## 形態

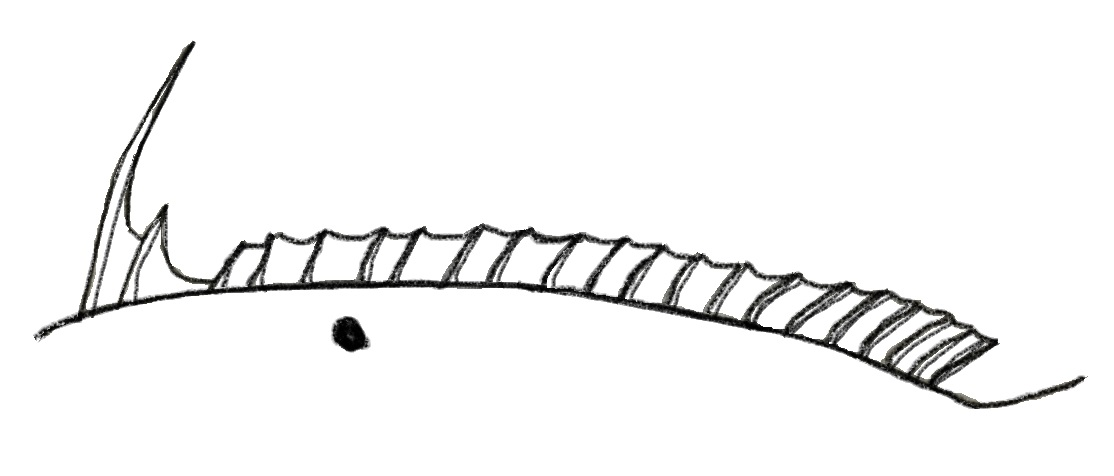
テンスの背鰭。4棘11-13軟条である。

全長約35-40cm）。体はとても高く側扁で、鱗は大きい。背鰭と臀鰭基底に鱗鞘（英: scale sheath、鰭の外面を覆う鱗の集合体。）はない。頭部背縁は隆起線をなす。口角から前鰓蓋にかけて細く狭い溝がある。両顎歯は1列に並び、先端に2対の犬歯がある。前鰓蓋骨縁に鋸歯はない。眼の下に1-2列の小さな鱗がある。
背鰭は4棘11-13軟条、臀鰭は3棘11-13軟条。背鰭の1-2棘が長く、背鰭第2-3棘条間は離れるが、低い鰭膜で連続する。（同属のホシテンスは第2-3棘条間が鰭膜でつながっておらず、完全に分離する。）背鰭の起部は眼の後縁上方にある。
体色は赤褐色-紫紅色。雌の体色は雄より鮮やかである。体側に不明瞭な3条または幅広い4条の濃赤色横帯が走る。胸鰭上方の体側に通常1個の青黒色斑がある。但しこの眼状斑は個体差があり、斑がないものや、複数あるものもいる。
幼魚の体色は淡褐色もしくは黒褐色であり、背鰭の棘がさらに長く、先端に旗のような鰭膜がつく。

## 生態
水深30m以上のやや深い砂泥底に生息する。砂底で底生動物などを食べる。夜、休息するときや危急時は砂中に潜る。

## 人間との関わり

### 地方名
アマダイ（串本）、イソジイラ、エビスダイ、エベスダイ（白崎）、センキュウ（直江津）、テス（関西・四国）、テニスダイ（三崎）、テンスダイ、ニゴイラ（田辺）、ノギス、ヒゴイラ、ベロ、モクズ（富山県四方）、モハミ（鹿児島）など多数ある。

### 利用
食用となり、味は良いとされる。数は多くないが、南日本では総菜魚として食されている。煮付けや唐揚げにて食すと美味とされる。

## 分類
Randall, J.E. and J.L.Earle (2002) Review of Hawaiian razorfishes of the genus Iniistius (Perciformes: Labridae) によるとインド太平洋に産するXyrichtys属（旧テンス属）魚類がIniistius属に変更された。大西洋あるいは東太平洋に分布するXyrichtys属ベラ類は従来のままXyrichtys属とされた。ただし、ホシテンスはインド洋から東太平洋までにも分布しているが、例外。
しかしKuiter(2015)ではテンス属の学名にXyrichtysが使用され、Iniistiusは使用していない。

### テンス属

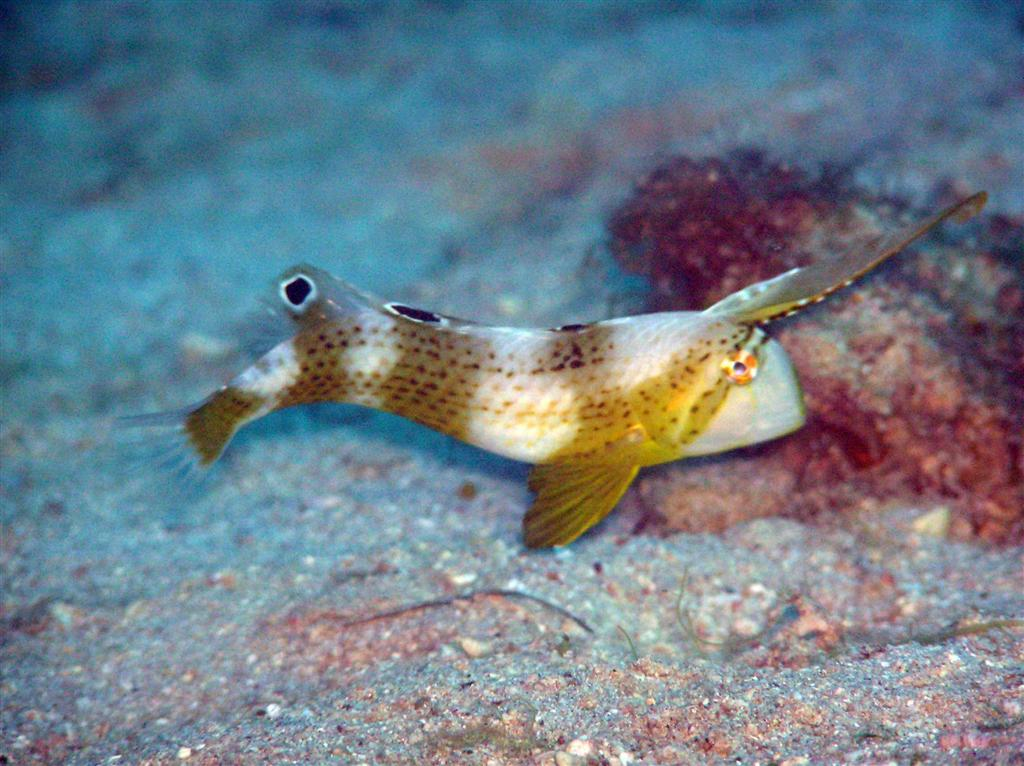
同属の近縁種ホシテンスの幼魚。

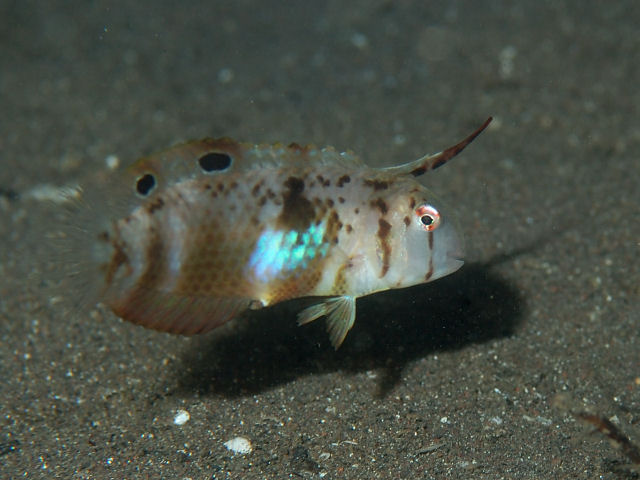
テンス属の一種。軟条部に眼状斑が2個あるためホシテンスの若魚である可能性が高い。第1-2棘が長い。

テンス属Iniistius（参考にした出典にはXyrichtysとして記載）の魚は日本で10種を産する。体高が著しく高く、側扁する、背鰭第1,2棘は柔軟で3棘と離れるなどの特徴を持っている。
日本産テンス属は以下の通りである。学名順。
- Iniistius aneitensis  (Günther, 1862) - ハゲヒラベラ
- Iniistius celebicus (Bleeker, 1856) - ホウキボシテンス（2013年新称）
- Iniistius dea (Temminck et. Schlegel, 1845) - テンス
- Iniistius geisha (Araga & Yoshino, 1986) - クロブチテンス
- Iniistius melanopus (Bleeker, 1857) - モンヒラベラ
- Iniistius pavo (Valenciennes, 1840) - ホシテンス（syn. Iniistius niger）
- Iniistius pentadactylus (Linnaeus, 1758) - ヒラベラ
- Iniistius spilonotus (Bleeker, 1857) - ホシヒラベラ
- Iniistius twistii (Bleeker, 1856) - ヒノマルテンス
- Iniistius verrens (D. S. Jordan & Evermann, 1902) - バラヒラベラ